# Skank (groupe)
Pour les articles homonymes, voir Skank.
Skank est un groupe de pop rock brésilien, originaire de Belo Horizonte, Minas Gerais. Le groupe est composé de Samuel Rosa au chant et à la guitare, Lelo Zanetti à la basse, Henrique Portugal aux claviers et Haroldo Ferreti à la batterie.
Le groupe connait dès 1993 un grand succès avec son premier album, Skank, en 1993, d'abord dans le circuit underground. Quelques mois plus tard, à la suite de la signature d'un contrat avec Sony, l'album sort officiellement et se vend à 150 000 exemplaires. Skank est l'un des groupes les plus connus du Brésil et vend plus de six millions de disques (CD et DVD confondus)[réf. nécessaire].

## Biographie

### Débuts (1983-1993)
En 1983, Samuel Rosa et Henrique Portugal commencent à jouer dans un groupe de reggae appelé Pouso Alto, avec les frères Dinho (batterie) et Alexandre Mourão (basse). En 1991, Pouso Alto se produit à la salle de concert Aeroanta de São Paulo, mais les frères Mourão n'étant pas à Belo Horizonte, le bassiste Lelo Zaneti et le batteur Haroldo Ferretti les remplacent. Avant le concert, le groupe change son nom pour Skank, inspiré de la chanson de Bob Marley, Easy Skanking, (Skunk est le nom d'une variante du cannabis sativa, plus connue sous le nom de marijuana).
Le groupe fait ses débuts le 5 juin 1991 et, en raison de la finale du championnat brésilien, ils ne jouent que devant 37 spectateurs. Parmi ceux qui étaient présents, Charles Gavin et André Jung, anciens batteurs des Titãs et Ira!. Après le concert, le groupe décide de continuer ensemble. Il commence à jouer régulièrement dans la churrascaria Mister Beef, et dans les boîtes de nuit Janis, Maxaluna et L'Apogée. La proposition musicale était de transporter le climat du dancehall jamaïcain vers la tradition pop brésilienne. Leur premier album, Skank, est indépendamment publié en 1992. Selon M. Ferreti, même si les membres n’avaient même aucun CD chez eux, ils l’« ont fait en ce format pour attirer l’attention des journalistes, des radios et peut-être un label. C’était un pari sur la qualité et l’innovation. » La popularité du groupe dans la scène underground suscite l’intérêt du label Sony Music ,, auquel Skank signe avant de rééditer son premier album au label Chaos en avril 1993.
Samuel Rosa déclare : « Jusqu'en 1993, nous avons beaucoup joué à Minas Gerais. Si nous devions aller plus loin, ce serait pour Espírito Santo ou Goiás. Avant le départ de Calango, nous étions anonymes. »

### Succès national (1994-1999)
Leur deuxième album, Calango, est sorti en 1994 ;et vendu à plus d’un million d’exemplaires ; il comprend des chansons comme Jackie Tequila et Te ver devenues des succès dans tout le pays. Le prochain album, O samba poconé (1996), mène le groupe à se produire en France, aux États-Unis, au Chili, en Argentine, en Suisse, au Portugal, en Espagne, en Italie et en Allemagne avec The Bunnymen, Black Sabbath et Rage Against the Machine. Le single Garota nacional a du succès au Brésil et dirige le défilé espagnol (dans la version originale) pendant trois mois. Skank est invité à représenter le Brésil dans Allez! Ola! Olé!, album officiel de la Coupe du monde de la FIFA 1998. Dans les albums qui suivent, le style musical du groupe égalise les origines électroniques avec de nouvelles influences psychédéliques et acoustiques, révélées dans les albums Siderado (1998) et Maquinarama (2000).

### Changements de style (depuis 2000)
pour l'album Siderado, le groupe s'associe à John Shaw (UB40) et Paul Ralphes . Resposta, Mandrake e os Cubanos et Saideira deviennent des hits. L'album est sorti en juillet 1998, et mixé au studio Abbey Road de Londres ; Daúde et le groupe instrumental, Uakti est l'un des invités spéciaux, et l'album se vend à 750 000 exemplaires. Lancé en juillet 2000, Maquinarama est produit par Chico Neves et Tom Capone et compte 275 000 exemplaires vendus. Les singles principaux de ce disque sont Três lados, Balada do amor inabalável et Canção noturna. Maquinarama est considéré comme un tournant dans la carrière du groupe, qui n’utilise plus d'éléments issus du heavy metal dans ses enregistrements. Avec ces nouvelles œuvres, le groupe compte plusieurs hits radio. Il est enregistré avec Andreas Kisser (Sepultura), Manu Chao, Uakti et Jorge Ben Jor, et est salué pour sa reprise de Wrapped Around Your Finger, incluse dans l'album hommage à The Police, Outlandos D'America. En 2001, le groupe enregistre ses succès en un CD/DVD intitulé MTV ao vivo.
En 2017, le groupe enregistre une reprise du morceau A Hard Day's Night des Beatles pour la bande son de la telenovela Pega Pega, diffusée sur Rede Globo.

## Influences
Les principales influences musicales de Skank viennent du reggae, du ska et du dub. Les musiciens ont entre autres été influencés par Oasis, The Police, The Beatles, UB40, Van Halen, Led Zeppelin. Parmi leurs influences brésiliennes, on retrouve Gilberto Gil, Jorge Ben Jor, Tim Maia, Roberto Carlos et Os Paralamas do Sucesso.

## Festivals
Le groupe a participé à de nombreux festivals, notamment en Europe (Portugal, France, Suisse, Espagne, Danemark, Belgique) et en Amérique (Argentine, Chili, États-Unis). Skank a joué aux côtés de groupes célèbres tels que Black Sabbath, Rage Against the Machine, Manu Chao, Blur ou The Cardigans.

## Membres

### Membres actuels
- Samuel Rosa - chant, guitare, violon
- Henrique Portugal - violon, claviers, guitare, chœurs
- Lelo Zaneti - basse, chœurs
- Haroldo Ferretti - batterie

### Membreslive
- Doca Rolim - guitare, chœurs
- Vinícius Augustus - saxophone
- Paulo Márcio - trompette
- Pedro Aristides - trombone

## Discographie
- 1994 : Calango (1 200 000 exemplaires vendus)
- 1997 : O Samba Poconé (1 800 000 exemplaires vendus)
- 1998 : Siderado (750 000 exemplaires vendus)
- 2000 : Maquinarama (250 000 exemplaires vendus)
- 2001 : Ao Vivo MTV (600 000 exemplaires vendus)
- 2003 : Cosmotron (180 000 exemplaires vendus)
- 2004 : Radiola (210 000 exemplaires vendus)
- 2006 : Carrossel
- 2008 : Estandarte
- 2010 : Multishow ao vivo
- 2011 : Skank - Rock in Rio
- 2012 : Skank 91
- 2014 : Velocia
- 2016 : O Samba poconé - Edição especial 20 anos